# انتونی کلارک (بازیکن فوتبال)
انتونی کلارک (انگلیسی: Anthony Clark؛ زادهٔ ۵ اکتبر ۱۹۸۴) بازیکن فوتبال اهل بریتانیا است.
از باشگاه‌هایی که در آن بازی کرده‌است می‌توان به باشگاه فوتبال ویلدستون، باشگاه فوتبال هندون، باشگاه فوتبال ساوتند یونایتد، باشگاه فوتبال هارو بورو، و باشگاه فوتبال اشفورد یونایتد اشاره کرد.